# Paramètre de forme

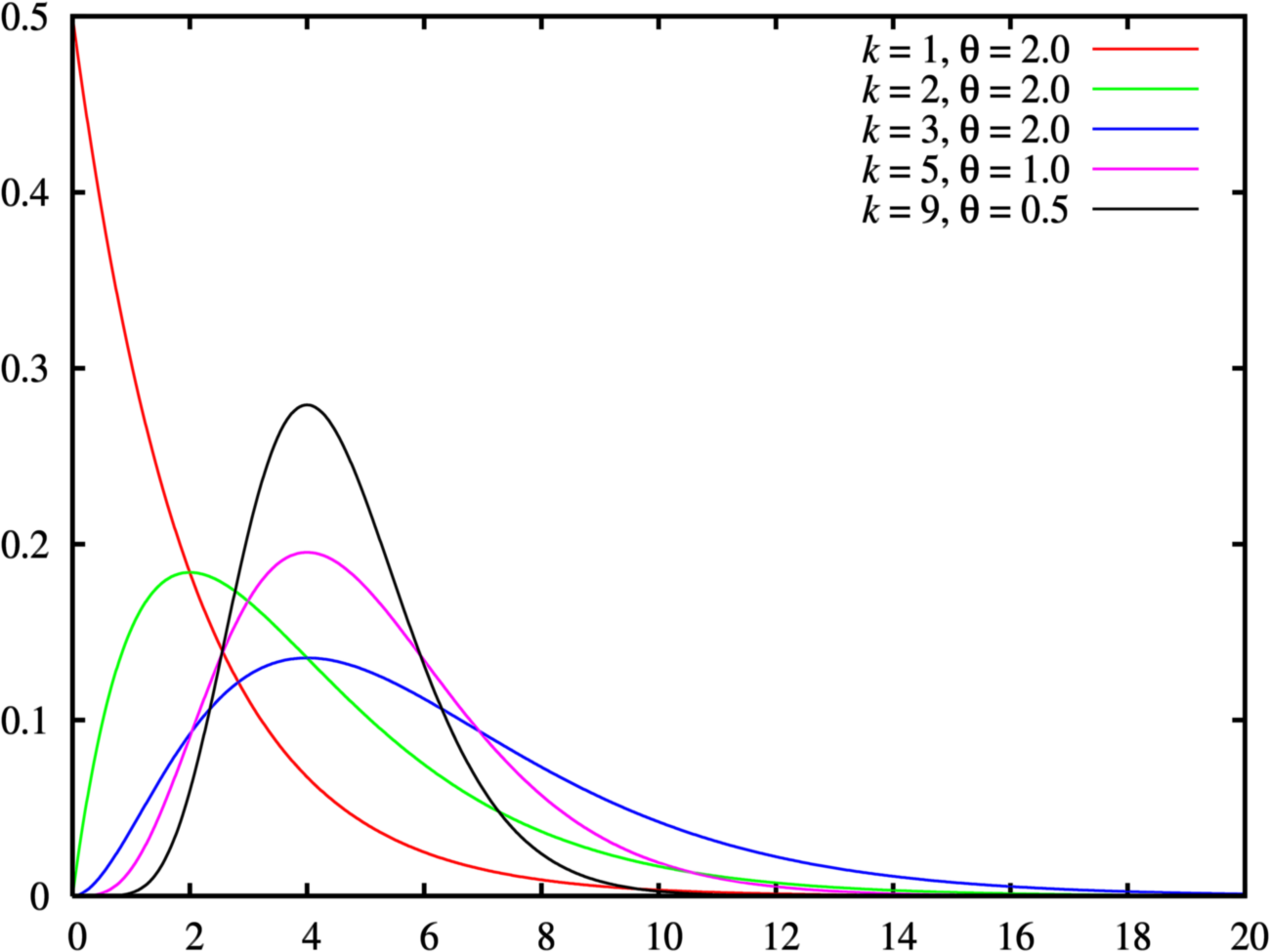
La loi Gamma est régie par deux paramètres de formes : k et θ. Un changement d'un de ces paramètres ne change pas seulement la position ou l'échelle de la distribution, mais également sa forme.

Dans la théorie des probabilités et en statistiques, un paramètre de forme est un type de paramètre régissant une famille paramétrique de lois de probabilité.

## Définition
Un paramètre de forme est un paramètre d'une loi de probabilité qui n'est pas un paramètre affine, donc ni un paramètre de position ni un paramètre d'échelle.  Un tel paramètre régit uniquement la forme de la distribution.

## Exemples
Les distributions suivantes présentent un paramètre de forme :
- Loi bêta
- Distribution de Burr
- Distribution d'Erlang
- Distribution Gamma
- Distribution log-logistique
- Distribution de Pareto
- Fonction de Pearson
- Distribution de Weibull

## Contre-exemples
Au contraire, les distributions suivantes ne possèdent pas de paramètre de forme : leur forme est fixe et seuls leur position et/ou leur échelle peuvent être modifiés. Il en résulte que l'asymétrie et le coefficient d'aplatissement (kurtosis) sont constants, puisque ces caractéristiques sont connues pour ne pas dépendre des paramètres de position et d'échelle.
- Loi exponentielle
- Loi de Cauchy (probabilités)
- Loi logistique
- Loi normale
- Loi uniforme continue